# هنریک هولم
 هنریک هولم (انگلیسی: Henrik Holm؛ زاده ۲۲ اوت ۱۹۶۸) یک تنیس‌باز اهل سوئد است. 